# Municipio de El Asintal
Municipio de El Asintal är en kommun i Guatemala.   Den ligger i departementet Departamento de Retalhuleu, i den sydvästra delen av landet, 130 km väster om huvudstaden Guatemala City.